# 鸡尾酒会效应

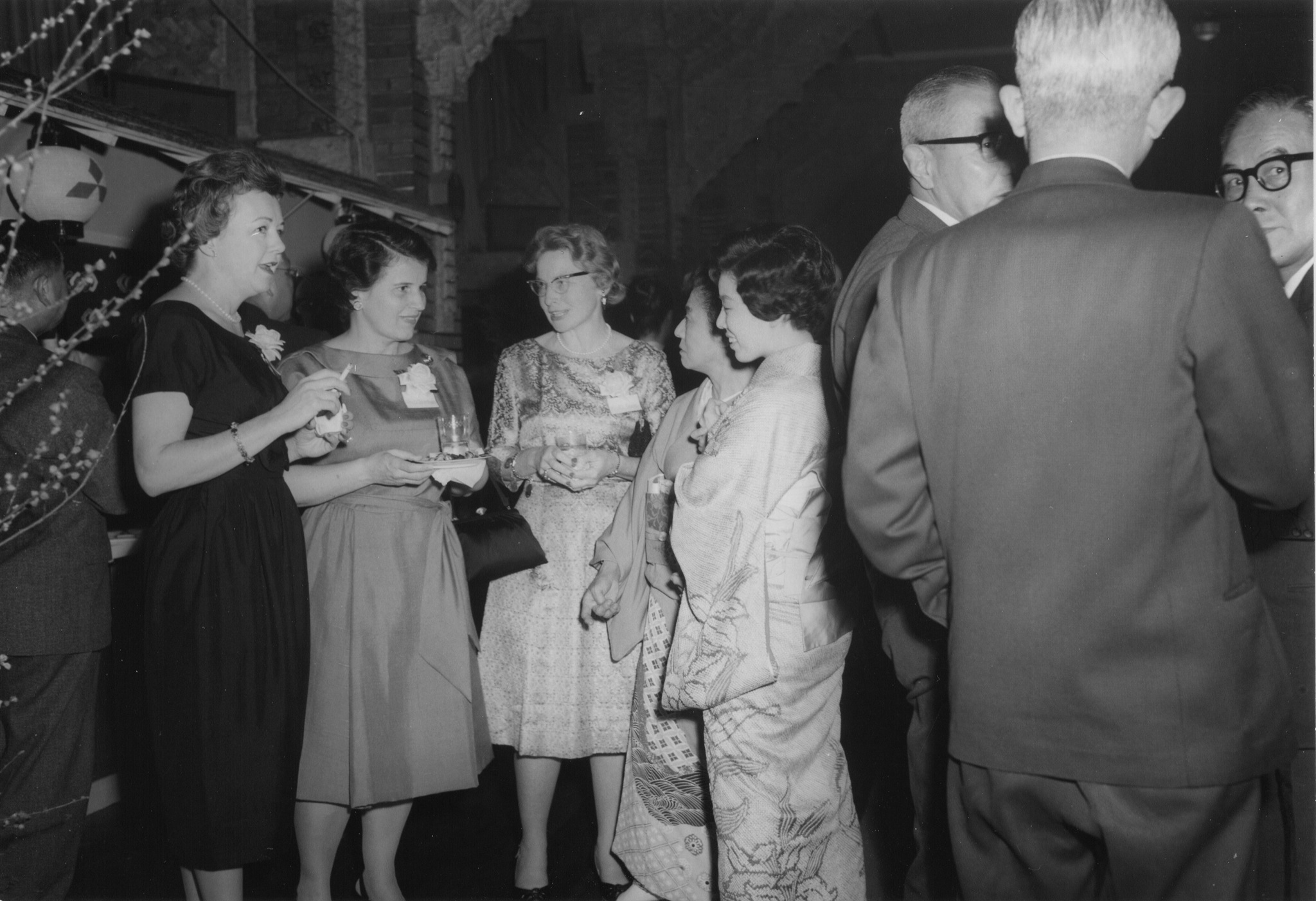
在擁擠的宴會現場中，同時存在多個聲音來源，能夠將注意力集中於特定一個來源的現象稱為雞尾酒會效應。

鸡尾酒会效应（cocktail party effect）是指人的一种听力选择能力，在这种情况下，注意力集中在某一个人的谈话之中而忽略背景中其他的对话或噪音。该效应揭示了人类听觉系统中令人惊奇的能力，使我们可以在噪声中谈话。
选择性注意（selective attention）是在面临干扰或竞争刺激时，保持在行为或认知定向上的注意。即个体在同时呈现的两种以上的刺激中，选择有关活动或任务的一种刺激，而忽略其他无关刺激的心理过程。
鸡尾酒会现象可在两种情况下出现：当我们将注意力集中在某个声音上，或当我们的听觉器官突然受到某个刺激的时候。举例来说，当我们和朋友在一个鸡尾酒会或某个喧闹场所谈话时，尽管周边的噪音很大，我们还是可以听到朋友说的内容。同时，在远处突然有人叫自己的名字时，我们会马上注意到。又比如，在周围交谈的语言都不是我们的母语时，我们可以注意到较远处以母语说出的话语。我们所注意的声源所发的音量，感觉上会是其他同音量的声源的三倍。将不同的对话用麦克风录下来相比较，就可以发现很大的差别。
鸡尾酒会现象是图形-背景现象的听觉版本。这里的“图形”是我们所注意或引起我们注意的声音，“背景”是其他的声音。
雞尾酒會效應可以反應注意力有早選與晚選的可能性。